# Valaskjálf
W mitologii nordyckiej Valaskjálf to jeden z pałaców Odyna, którego sufit pokryty był nieskazitelnym srebrem. W tym pałacu znajdował się również tron Odyna, Hliðskjálf, z którego Odyn mógł oglądać cały wszechświat.